# أزرق فاتح (أغنية بادفينجر)
«أزرق فاتح» (بالإنجليزية: Baby Blue)‏ هي أغنية لفرقة الروك الويلزية بادفنجر من ألبومهم الرابع، استقم (1971). الأغنية كتبها بيت هام، أنتجها تود روندجرين، وتم إصدارها في تسجيلات أبل. كأغنية فردية في الولايات المتحدة في عام 1972، ذهبت إلى المركز 14. في عام 2013، ظهرت الأغنية بشكل بارز في خاتمة المسلسل التلفزيوني اختلال ضال. نتيجة لذلك، تم رسم الأغنية في المملكة المتحدة لأول مرة، ووصلت إلى رقم 73.

## وصلات خارجية
- Badfinger – Baby Blue على يوتيوب
- "أزرق فاتح (أغنية بادفينجر)" على Discogs (قائمة بالإصدارات) (بالإنجليزية)